# Amoria lineola
Amoria lineola is een slakkensoort uit de familie van de Volutidae. De wetenschappelijke naam van de soort is voor het eerst geldig gepubliceerd in 2009 door Bail & Limpus.